# Exton (Hampshire)
Exton è una frazione rurale della città di Winchester nell'Hampshire, in Inghilterra.